# 煮ごみ
煮ごみ（にごみ）は佐賀県山内町（現・武雄市）の郷土料理。おくんちの際に作られる煮物料理である。佐賀県内では煮じゃあ、煮じゃーと呼ぶ地域もある。
九州北部における秋祭りであるおくんちに際しては刺身、にいもじ、がめ煮、赤飯、栗おこわ、おはぎ、蒸し饅頭などが作られるが、これらの料理を作った際に出る食材の切れ端や余った食材を使った煮物が煮ごみである。
いわば野菜クズの煮物であるが、小豆や焼いた鯖の身をほぐして加えることで、ごちそうに仕上げてある。山内町は内陸地であり昔は鮮魚の入手が困難であったため、ひぼかし（焼いた鯖をさらに日干ししたもの）が用いられた。
山内町と隣接する有田町では鶏肉を加えるほか、裕福な家では伊万里市や佐世保市で獲れたあみなし（マグロの中落ち）が加えられることもあった。伊万里市では汁気が多くなり煮物というよりも「野菜入りぜんざい」状になっている。
また、来客に出すおもてなし料理としてはきれいに形を整えた食材を使い、家族で食べる分には残り物や切りくずなどの形の悪いものを活用していたともされる。